# 山本高広
山本 高広（やまもと たかひろ、1975年（昭和50年）2月19日 - ）は、日本のものまねタレント、お笑い芸人、声優。福岡県北九州市出身。身長162 cm。血液型はA型。戸畑中央高等学校（現・福岡県立ひびき高等学校）出身。

## 来歴
小学校時代は学校の友達や先生のマネをしていた。有名人で最初にしたマネは麻生太郎で、出身の福岡では自宅前に麻生の選挙カーが通っていたことから、「麻生太郎」と書いたタスキを自作し、学校の廊下で手を振りながら「麻生太郎をよろしくお願いします」と叫びながら歩いていた。
子供の頃からテレビっ子で、福岡で週末の昼間に放送されていた映画『ナイトライダー』、『超音速攻撃ヘリ エアーウルフ』、『特攻野郎Aチーム』などの吹き替え版を見ながら、「声がかっこいいな」、「こんな仕事をやってみたいな」と声優に憧れるようになる。
高校卒業後、福岡市の調理専門学校に1年半通い、専門学校卒業後は、福岡県内のホテルのレストランにコック見習いとして勤務。23歳の時に、朝の調理場で仕込み用のネギを切っていた時に「俺がやりたいのはこれじゃない」とふと思い、包丁を置いた足で料理長の部屋に行って辞める旨を伝え、声優を志して24歳で上京。代々木アニメーション学院の原宿校に入学し、同期生に能登麻美子がいた。能登は事務所に所属できたが、山本は事務所から声がかからなかったため所属できず、卒業後はフリーターとなる。
その後、芝居が好きで劇団に入団も、人間関係がうまくいかずに1年で退団。路頭に迷っていた矢先に、コージー冨田と原口あきまさのものまねをテレビで観て「そういえば子供の頃、よくモノマネをやって周りを笑わせていたよな」と思いつき、ものまねが得意であることからお笑いの道へ進む。
芸人事務所の特集が組まれていたオーディション情報誌『De☆View』を購入して連絡先を調べ、ワタナベエンターテインメントのオーディションに合格して所属が決まり、ライブやショーパブの仕事をするようになった。
2012年からは、同じものまねタレントの原口・ホリ・ミラクルひかると、ものまねライブ「変人」を毎年開催している。
2014年2月22日、猫の日にかねてから交際していた一般人女性と入籍した。
2016年からは声優としても活動しており、海外映画や海外ドラマの吹き替えをすることが多く、その際はタレント枠ではなく声優枠で参加している。
2021年10月には声優事務所であるアクロスエンタテインメントに移籍。以降は声優とものまねタレントの双方で活動している。

## 人物
織田裕二の『踊る大捜査線』『参天製薬の目薬CM』『世界陸上』『ドキュメンタリー番組での一幕』などのものまねで知られる。参天製薬CMの「キター!」は、登場時の「枕」として頻繁に用いられており、定番のひとつとなっている。織田の物真似を始めたきっかけは、高校時代に片想いをしていた同級生から一度だけ「織田裕二に似ている」と言われたことに由来する。学生時代から教師などの身近な人物の物真似をしていた。
ものまね対象の人物には事後に公認をもらうことが多く、高橋克典からは本人直々にものまねを熱望されたこともあった。しかしながら、2021年時点で織田裕二からの公認はもらっていない状況にある。
料理が得意で、芸人デビュー前はリーガロイヤルホテル小倉内の中華料理店に勤務していたことがある。エビは大好物だが、エビアレルギーを持っているため、自分で殻を剥くことができない。
父親の影響でプロ野球は読売ジャイアンツの大ファンである。
オリックス・バファローズの小松聖は、2008年シーズン、ヒーローインタビュー時に山本の「キター!」を披露。その後、山本は小松に「キター!を使ってくれてありがとう。また新ネタを使ってください」という内容のはがきを送っていた。

## エピソード
ケイン・コスギのマネで、腕っ節を見せながら「Perfect body」というものまねは、ケインが出演していた深夜番組でたまたま発していたのを観て始めた。しかし、当のケイン本人は当時ハリウッドに進出して日本から離れていたためマネされていることを知らず、帰国後に周囲から「アレ（Perfect body）やって！」と言われても何のことか全く分からず、YouTubeで検索して山本のものまねを知ったという。そのケインとは、2016年にフジテレビ『とんねるずのみなさんのおかげでした』のコーナー「食わず嫌い王決定戦」で地上波初共演を果たし、以降も幾度か共演している。

## ものまねレパートリー
- 哀川翔
- 赤井英和
- 麻生太郎
- 安倍晋三
- 阿部寛
- 綾小路きみまろ
- 秋葉弘道
- 秋野太作
- いかりや長介
- E.T
- 石破茂
- 伊武雅刀
- 梅沢富美男
- 江口洋介
- 遠藤憲一
- おいでやす小田
- 大杉漣
- 大塚範一
- 大橋和也
- 大和田伸也
- 織田裕二
- 香川照之
- 片岡鶴太郎
- ガッツ石松
- 加藤歩
- 上川隆也
- 軽部真一
- 北大路欣也
- 北村総一朗
- 木村匡也
- 木村祐一
- 木村拓哉
- 草彅剛
- 栗原類
- クロちゃん
- ケイン・コスギ
- 昴生
- 河本準一
- 小島よしお
- 坂上忍
- 佐藤二朗
- ジャッキー・チェン
- 鈴木宗男
- スピードワゴン
- 高橋一生
- 高田延彦
- 貴乃花光司
- 高橋克典
- 竹中直人
- 田原総一朗
- 玉木宏
- つんく♂
- ドン小西
- 中尾彬
- 長瀬智也
- 仲村トオル
- 西田敏行
- パク・ジニョン
- 長谷川博己
- 浜田雅功
- 原田泰造
- パンツェッタ・ジローラモ
- ボビー・オロゴン
- マツコ・デラックス
- 松崎しげる
- 三ツ矢雄二
- もう中学生
- 柳葉敏郎
- 山下恵司
- 山田五郎
- ユースケ・サンタマリア
- 横山剣
- 笠浩二
- レニー・ハート
- 若本規夫
- 渡辺隆
- 渡部陽一
- 渡部篤郎
- 渡哲也

## 出演

### テレビ
- 爆笑そっくりものまね紅白歌合戦スペシャル（2003年4月1日 - 、フジテレビ系列）※テレビ初出演。以後レギュラー出演
- 笑う犬の情熱（2003年9月21日、フジテレビ）
- めざましテレビ（フジテレビ）
- 登龍門F（フジテレビ）
- 堂本剛の正直しんどい（テレビ朝日）
- やるヌキッ!（テレビ東京）
- キッズステーション（CS放送）
- とんねるずのみなさんのおかげでした（2007年10月4日、フジテレビ）‐「博士と助手〜細かすぎて伝わらないモノマネ選手権〜」「2億4千万のものまねメドレー選手権」などのコーナーに出演
- 浜ちゃんと!（読売テレビ制作・日本テレビ、2007年12月27日）NHKとくぎ自慢
- お笑いDynamite!（2007年12月28日、TBS） - キャッチコピーは「織田裕二がやって来た!」→「おさわがせ大捜査線」
- ダウンタウンのガキの使いやあらへんで!!（2008年1月、日本テレビ）
- 爆笑レッドカーペット（フジテレビ）- キャッチコピーは「笑いは現場で起こってるんだ!」。コラボカーペットでこまつ（2008年6月4日）と共演
- 大笑点2008〜世界お笑い100人陸上〜（日本テレビ）- コーナーMC
- うたばん（2008年2月28日、TBSテレビ）
- ちちんぷいぷい（毎日放送制作・関西ローカル）
- ザ・イロモネア（TBS）- ゴールドラッシュのコーナー。出場権を獲得し、イロモネアには、2008年6月7日に出演）
- あらびき団（TBS） - みっちーをお仕置き(指導)とジャンみやがわとスタスタローンとのユニット「山本高広軍団」として出演
- ラジかるッ（日本テレビ）
- 森田一義アワー 笑っていいとも!（フジテレビ）
- くりぃむナントカ（テレビ朝日）
- お試しかっ!（テレビ朝日） - 「お試し新ネタマーケティング」「お試し冒険レストラン」に出演
- ダウンタウンDX（読売テレビ制作・日本テレビ）
- 情報ライブ ミヤネ屋（読売テレビ制作・日本テレビ）
- たかじん胸いっぱい（関西テレビ制作）
- Around40〜注文の多いオンナたち〜（TBSテレビ系列） - 主人公達が観に来たお笑いライブの出演者として本人役で出演
- 痛快!明石家電視台（2008年6月30日、毎日放送制作）
- きよしとこの夜（2008年7月10日、NHK総合）
- エンタの神様（日本テレビ系列） - キャッチコピーは「やってキター!!霊長類」
- まかないメシ食べまくり!! 〜夏バテ解消 北上ツアー!〜 （2008年8月10日、福島中央テレビ制作・日本テレビ系列全国ネット） - ビビる大木、サンドウィッチマン、狩野英孝らと共演。
- タモリのボキャブラ天国 大復活祭スペシャル（2008年、フジテレビ） - キャッチコピーは「太陽と海の大捜査線」
- 嵐の宿題くん（2008年10月27日、日本テレビ）
- ガレッジ×ビレッジ（2008年11月24日、テレビ東京）
- おもいッきりDON!（2009年4月3日 - 2009年10月2日、日本テレビ） - 金曜レギュラー
- 田舎に泊まろう!（2009年7月12日、テレビ東京）
- 真夏のJNN祭り 「壁を壊そう!炎の240時間マラソン」（2009年8月13日 - 8月22日、TBSテレビ系列）
- おもいッきりPON!（2009年10月5日 - 2010年3月22日、日本テレビ） - 月曜コメンテーターならび突撃芸人としてレギュラー出演
- THE 料理王（2010年2月2日、日本テレビ）
- PON!（2010年3月29日 - 9月27日、日本テレビ） - 月曜コメンテーターならび突撃芸人としてレギュラー出演
- 所さんの学校では教えてくれないそこんトコロ!（テレビ東京） - レポーターとして不定期出演
- サタデーバリューフィーバー「タベテ100」（2010年9月25日、日本テレビ制作・関東ローカル）
- 雨上がり決死隊のトーク番組アメトーーク!（2011年5月5日、テレビ朝日）
- パチパチ高尾女学園（2014年5月 - 、パチ・スロ サイトセブンTV他）
- ものまね王座決定戦（フジテレビ）- '18年準決勝進出
- ものまねグランプリ（日本テレビ）
- 鉄オタ選手権『西鉄電車の陣』（2019年9月25日、NHK BSプレミアム）
- ニンゲン観察バラエティ モニタリング（2022年3月3日、TBS）- VTR出演
- FNSラフ&ミュージック〜歌と笑いの祭典〜（2022年、フジテレビ）

### ウェブテレビ
- 邪道だらけの夜の大運動会2018（AbemaTV AbemaSPECIAL2、2018年4月30日[17] - 5月1日）

### ラジオ
- ナインティナインのオールナイトニッポン（ニッポン放送）
- 雨上がり決死隊べしゃりブリンッ!（TBSラジオ）
- A&Gメディアステーション こむちゃっとカウントダウン（文化放送、2008年6月14日）‐「クイズ　30C」の出題者として出演。
- ほぼ織田裕二のオールナイトニッポン （ニッポン放送、2008年9月23日）
- 山本高広とギャル曽根の「ぉぃしぃのきたーっ!!」（ニッポン放送、2009年10月 - 2010年3月）
- 東京REMIX族（J-WAVE）

### 映画
- 怪奇タクシー（2022年8月5日公開、ギグリーボックス、監督：夏目大一朗） - 怪木焚朗 役　※声の出演[18]
- 翔んで埼玉 〜琵琶湖より愛をこめて〜（2023年11月23日公開、東映、監督：武内英樹）[19]

### ミュージック・ビデオ
- 甲斐名都「深呼吸の必要」（2008年）

### ミュージカル
- HELP!!熱っちぃ地球を冷ますんだっ。（2004年、モーニング娘。主演） 軽部先生 役

### テレビアニメ
- おじゃる丸（2020年 - 、NHK Eテレ） - ヤマモト、シャク職人、デカ鬼、バシール、退散や、蜘蛛 他
- アニメ スーパーミミズ（2023年3月11日、8月6日、NHK Eテレ）
- 逃げ上手の若君（2024年7月27日、TOKYO MX） - 市河助房
- ギャグマンガ日和GO（2025年、キッズステーション）

### 劇場アニメ
- クレヨンしんちゃん オタケベ!カスカベ野生王国（2009年） - ブンベツ
- 不思議の国でアリスと -Dive in Wonderland-（2025年公開予定） - 青虫[20]）

### ゲーム
- さらば愛しき女よ（2009年、ニンテンドーDS） - フィリップ・マーロウ
- ビッグバッドモンスターズ（2020年、iOS/Android） - Mr.チキン[21]
- なつもん! 20世紀の夏休み（2023年、Nintendo Switch） - ラッキーさん[22]

### 吹き替え

#### 映画（吹き替え）
- 赤毛のアン (2015)（フィリップス先生〈カイル・ゲイトハウス〉）
- 赤毛のアン 初恋（フィリップス先生〈カイル・ゲイトハウス〉）
- アントマン&ワスプ（ウーズマン〈ディヴィアン・ラドワ〉）[23]
- ウォンカとチョコレート工場のはじまり（ラリー[24]）
- シティーハンター THE MOVIE 史上最香のミッション（テディー〈エディ・ブーシュナファ〉）[25]
- バッド・ジーニアス 危険な天才たち（クイズ番組の司会者、テストの試験監督 他）[26]
- ブラッドショット（ウィルフレッド・ウィガンズ〈ラモーネ・モリス〉）[27]
- プロジェクトX-トラクション（シェンウェイ〈シュー・ジア〉）
- リトル・モンスターズ（テディ〈ジョシュ・ギャッド〉）
- クリスマス・ウォーズ（ジョナサン・ミラー〈ウォルトン・ゴギンズ〉）[28]
- トランスフォーマー/ビースト覚醒[29]

#### ドラマ
- エレメンタリー5 ホームズ&ワトソン in NY 第4話（レン〈ダニエル・コスグローヴ〉）
- The Sinner -記憶を埋める女- シーズン1 第1〜2話（メイソン・タネッティ〈クリストファー・アボット〉[30]）
- BULL/ブル 法廷を操る男 シーズン1 第14話、第23話
- ダーク・マテリアルズ/黄金の羅針盤 シーズン1 第1〜3話（カイザ）※スター・チャンネル版
- クレイジー・エックス・ガールフレンド シーズン1 第15話
- チャンピオン (2018) シーズン1 第10話
- 100日の郎君様　第3回、第4回
- 刑事ルーサー 第5〜8話
- ファイナル・スペース シーズン2 第8話
- 今、私たちの学校は…（ヨンナム〈ユン・ギョンホ〉[31]）

#### アニメ
- ベイマックス ザ・シリーズ 料理対決 フードファイト!
- 魔法が解けて シーズン2 第1話、第3話
- パチャママ
- へそまがり昔話（魔法の鏡）[32]
- マオマオ ピュアハートのヒーロー（スカイ・パイレーツ）[33]
- 麻辣女配（2020年、ガオ[34]）
- ストレンジ・ワールド/もうひとつの世界（2022年、気球男[35]）
- ライズ・オブ・ミュータント・タートルズ: THE MOVIE（2022年、Netflix）
- 野生の島のロズ（2025年、パドラー[36])

### PV
- NEETING LIFE ニーティング・ライフ 1巻発売PV（2022年、小森建太郎[37]）

### CM
- NOTTV